# Tréveneuc
Tréveneuc (bretonisch: Treveneg) ist eine französische Gemeinde mit 813 Einwohnern (Stand 1. Januar 2022) im Département Côtes-d’Armor in der Region Bretagne. Tréveneuc liegt nahe der Küste nördlich von Saint-Quay-Portrieux. Die Region um Tréveneuc wird landwirtschaftlich genutzt.

## Bevölkerungsentwicklung

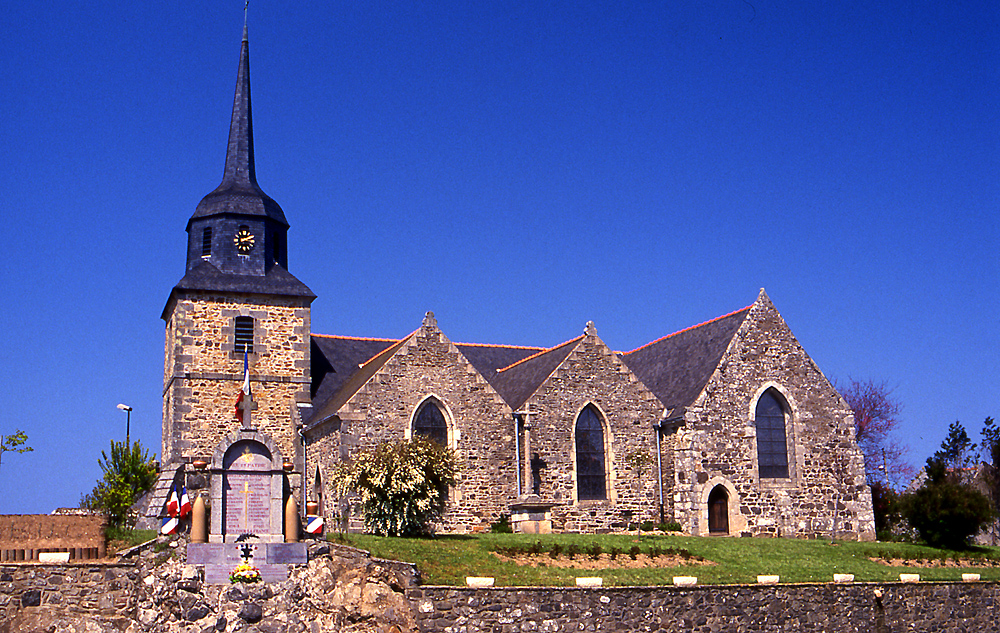
Kirche Saint-Colomban

| Jahr      | 1962 | 1968 | 1975 | 1982 | 1990 | 1999 | 2006 | 2016 |
| Einwohner | 592  | 546  | 553  | 599  | 607  | 593  | 716  | 785  |